# سوبارو آلسیون اس‌وی‌ایکس

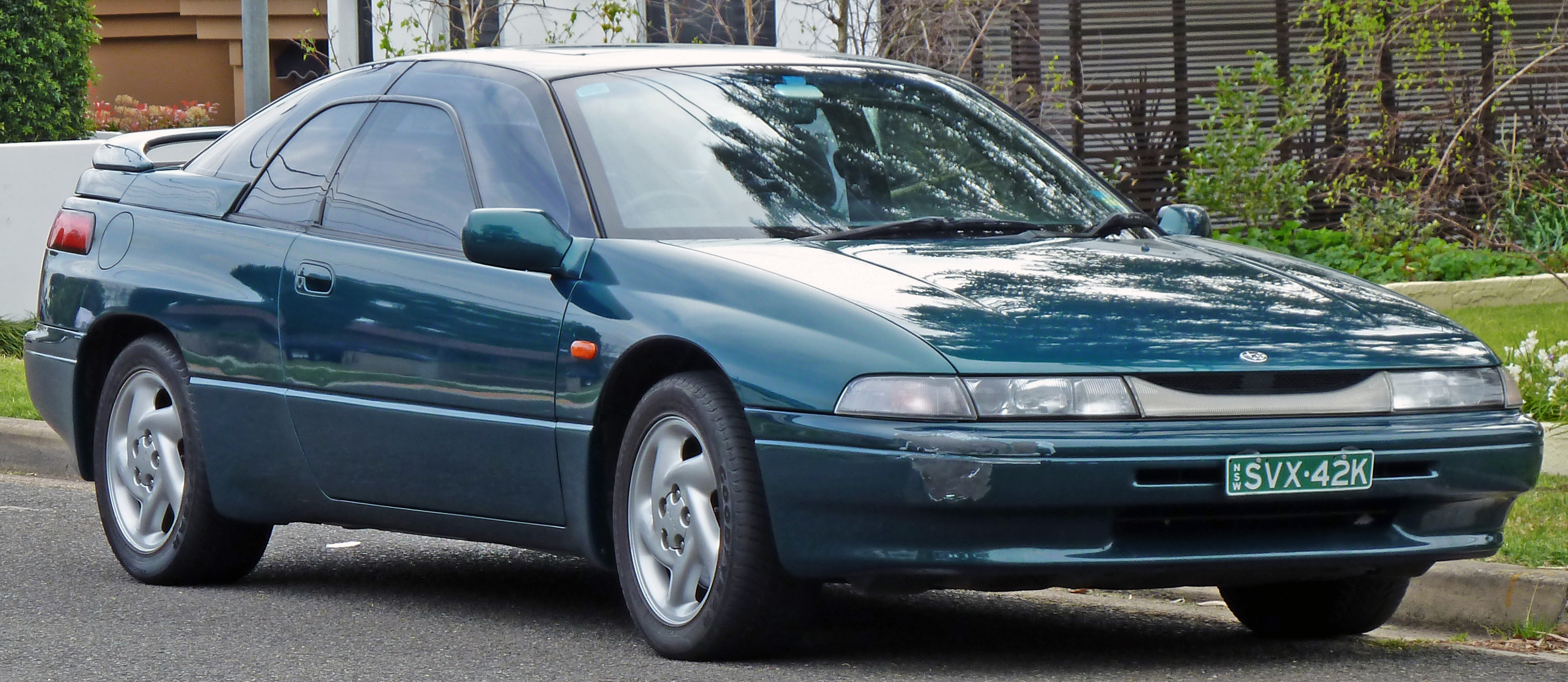

سوبارو آلسیون اس‌وی‌ایکس (Subaru Alcyone SVX) خودرویی است که در سال‌های ۱۹۹۱–۱۹۹۶تولید شده‌است.
این خودرو در کلاس خودرو GT قرار گرفته، طراحی آن خودروهای موتور جلو-چهار چرخ متحرک بوده است.